# John Woods (Politiker, 1794)

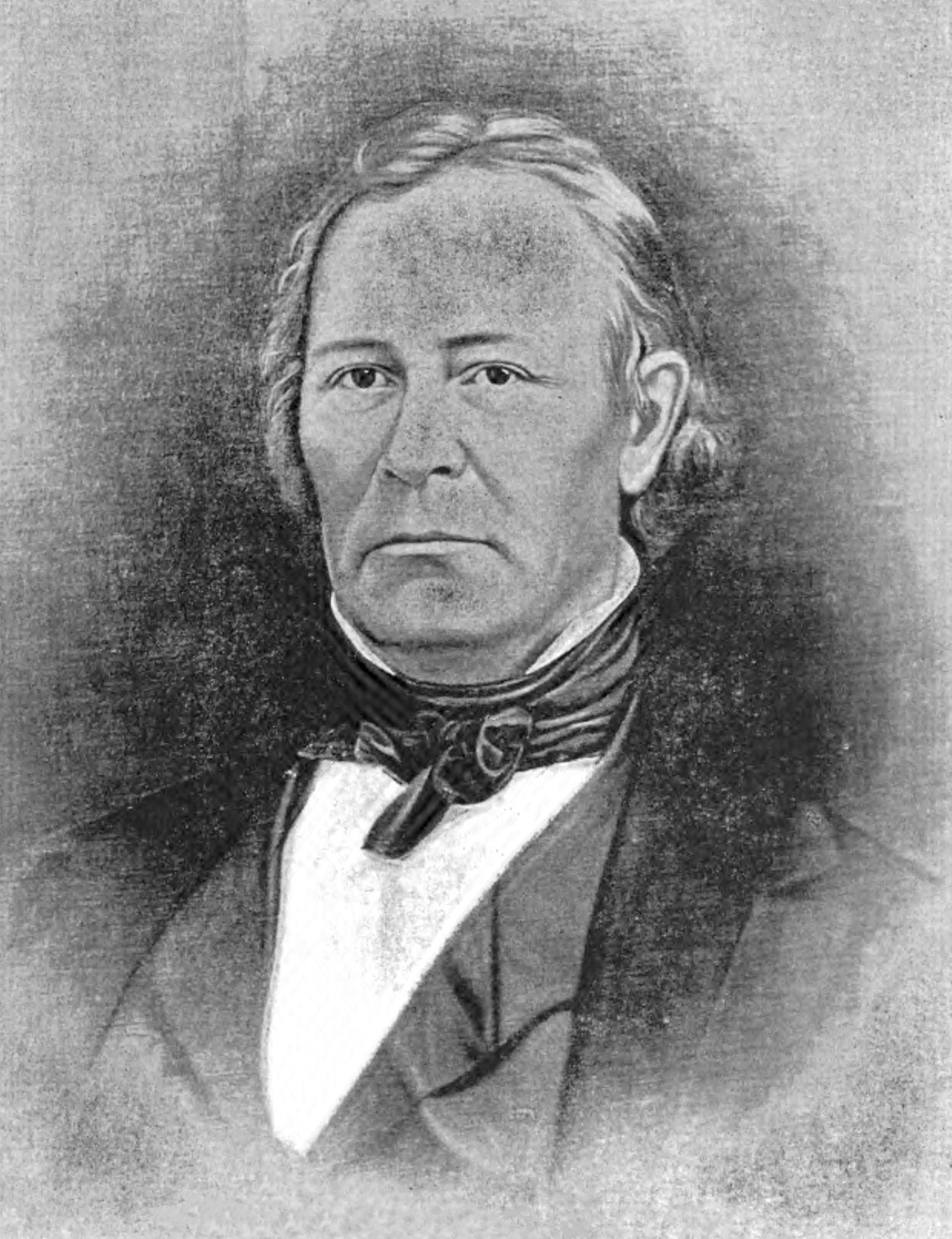
John Woods

John Woods (* 18. Oktober 1794 in Johnstown, Cambria County, Pennsylvania; † 30. Juli 1855 in Hamilton, Ohio) war ein US-amerikanischer Politiker der National Republican Party. Von 1825 bis 1829 war er Mitglied des Repräsentantenhauses der Vereinigten Staaten für den 2. Kongressdistrikt des Bundesstaates Ohio. 

## Biografie
Geboren wurde John Woods in Pennsylvania. Mit seinen Eltern zog er nach Ohio, wo er die öffentlichen Schulen besuchte. Er diente im Britisch-Amerikanischen Krieg. Nach dem Krieg war er für zwei Jahre Schulleiter einer Schule in Springboro. Daraufhin studierte er Jura und wurde 1819 als Rechtsanwalt zugelassen. In Hamilton ließ er sich als Anwalt nieder. Von 1820 bis 1825 war er Staatsanwalt des Butler County.
Bei den Kongresswahlen 1824 wurde Woods als Vertreter des 2. Kongressdistrikts ins US-Repräsentantenhaus gewählt. Dort vertrat er seinen Distrikt bis 1829, eine Wiederwahl 1828 war nicht erfolgreich. 1829 wurde er nach seiner Rückkehr aus Washington Redakteur beim Hamilton Intelligencer. Von 1845 bis 1851 war er State Auditor von Ohio. 
1855 starb John Woods in Hamilton. Dort wurde er auf dem Greenwood Cemetery beigesetzt.